# Гриммингер, Якоб
Якоб Гриммингер (нем. Jakob Grimminger; 25 апреля 1892, Аугсбург, Германская империя — 28 января 1969, Мюнхен, ФРГ) — нацистский военный и политический деятель, штандартенфюрер СС.

## Биография
Якоб Гриммингер родился 25 апреля 1892 года в Аугсбурге. Он был мобилизован в Германскую имперскую армию, когда ему было 16 лет. Во время Первой мировой войны служил механиком в воздушном полку на Галлиполийском фронте, был награждён Железным крестом 2-го класса и Галлиполийской звездой.
В 1922 году Гриммингер вступил в НСДАП и стал штурмовиком. Принимал участие в Пивном путче в 1923 году. В 1926 году был произведён в оберляйтеры, в 1933 году в гаупштурмфюреры. В конечном итоге достиг звания штандартенфюрера (эквивалент полковника). В общей сложности в период с 1922 по 1945 год был награждён Золотым партийным знаком НСДАП, Орденом крови и Кобургским знаком. Во время Второй мировой войны трудился на пропагандистском фронте.
Из-за слабого состояния здоровья Генриха Трамбауэра, постоянного знаменосца Знамени крови, Гриммингер стал вторым знаменосцем, чтобы в конечном итоге стать постоянным знаменосцем этого флага. В этом качестве он сыграл ключевую роль в культе, созданном вокруг Знамени крови и событий Пивного путча 1923 года: во время Партийных съездов НСДАП в Нюрнберге Гриммингер со Знаменем крови всегда находился в непосредственной близости от Гитлера, который освящал каждый новый штандарт СС, касаясь их Знаменем крови, которое держал Гриммингер.
В 1946 году Гриммингер предстал перед судом за членство в СС, но не был посажен в тюрьму, у него лишь было конфисковано имущество. После этого он переехал в Мюнхен, где пытался заниматься политикой, но прошлое ему помешало. Якоб Гриммингер умер в безвестности 29 января 1969 года в Мюнхене.

## Звания
- шарфюрер: сентябрь 1926
- трупфюрер: март 1929
- штурмфюрер: 17 июля 1931
- оберштурмфюрер: 31 июля 1933
- гауптштурмфюрер СС: 15 ноября 1933
- штурмбаннфюрер СС: 20 апреля 1935
- оберштурмбаннфюрер СС: 13 июня 1936
- штандартенфюрер: 20 апреля 1943